# Захаров Сергій Олександрович
Сергій Олександрович Захаров (рос. Сергей Александрович Захаров; нар. 11 вересня 1878, Тифліс — пом. 2 січня 1949, Ростов-на-Дону) — радянський ґрунтознавець. Доктор сільськогосподарських наук, професор.

## Біографія
Народився 11 вересня 1878 року в місті Тифлісі (нині Тбілісі, Грузія). У 1886 році з відзнакою закінчив класичну гімназію. 1900 року закінчив природниче відділення фізико-математичного факультету Московського університету.
У 1900 році взяв участь в експедиції В. В. Докучаєва на Кавказ, де, під його керівництвом, вивчав гірські чорноземи Лорійської степу. 1903 року закінчив вивчення магістерського курсу наук в Московському університеті здачею державних іспитів, і на запрошення професора П. С. Коссовича приступив до роботи в його лабораторії в Лісовому інституті (Санкт-Петербург). Переїхавши до Москви, організував кафедру ґрунтознавства в Костянтинівському межовому інституті, читав лекції з ґрунтознавства в Московському університеті, брав діяльну участь в роботі Ґрунтового комітету.
У 1915 році захистив дисертацію на тему «До характеристики високогірних ґрунтів Кавказу», що отримала високу оцінку сучасників; в кінці року знову переїхав в Санкт-Петербург і став завідувачем кафедри ґрунтознавства Лісового інституту. 1917 року взяв участь у створенні Тбіліського політехнічного інституту. Працював на посаді ректора. 1919 року переїхав до Краснодару, де взяв участь у створенні Кубанського політехнічного інституту. У 1922 році, після стабілізації політичної обстановки в Закавказзі, повернувся в Тбілісі, де на посаді декана сільськогосподарського факультету та проректора з науки Політехнічного інституту розвинув бурхливу діяльність з розвитку науки, організації лабораторій, ґрунтових наукових екскурсій, одночасно читав лекції на курсах при Наркомзему Грузії.
З 1925 по 1935 рік — завідувач кафедрою загального землеробства Кубанського сільськогосподарського інституту. Одночасно вів активну організаційну роботу з комплексного обстеження ґрунтів Азербайджанської РСР і Грузинської РСР, очолював секцію ґрунтознавства СКАНІА в Ростові-на-Дону, організував і редагував «Щорічник по вивченню ґрунтів Північного Кавказу».
У 1934 році отримав запрошення керівництва Ростовського університету організувати на геологічному факультеті кафедру ґрунтознавства. Наступного року офіційно відкривається ґрунтове відділення, факультет перейменовують в геолого-ґрунтовий, а вчений став його деканом і завідувачем кафедри ґрунтознавства. На цій посаді він залишався до смерті.
Помер в Ростові-на-Дону 2 січня 1949 року.

## Наукова діяльність
Вчений уточнив уявлення про вертикальну зональність ґрунтів в горах, виділив її типи. Вивчив ґрунти околиць Москви і Петербурга, Закавказзя і Північного Кавказу; досліджував ґрунти ряду районів Кавказу як об'єкт для обробітку винограду, бавовни і чаю; запропонував ряд прийомів окультурення ґрунтів. Автор понад 200 наукових робіт, а також підручника з ґрунтознавства. Серед робіт:
- Почвоведение на Кавказе. — «Русский почвовед», 1916, № 1-4;
- Ампелопедология. — Вестник виноделия Украины, Одесса, 1926, № 12;
- Предварительный отчет о почвенных исследованиях в Абхазии в 1925 году. Сухум, 1927;
- Почвенно-географический очерк Абхазии. Отчет о маршрутном исследовании летом 1925 г. Сухум, 1930;
- Почвенные ресурсы Северо-Кавказского края. [Материалы Сев.-Кавк. научных-исследовательских института энергетики и электрификации]. — Ростов н Д., 1931;
- Почвы низменности Куры-Аракса. — В кн.: Материалы к общей схеме использования водных ресурсов Кура-Араксинского бассейна. Тифлис, 1932, вып. 4;
- Вертикальная зональность почв на Кавказе. — «Почвоведение», 1934, № 6;
- О направлении почвенных исследований и их методике при изучении почв субтропиков. — В кн.: Почвы советских субтропиков в связи с размещением культур, агротехникой, химизацией и мелиорацией. М.,1936;
- Исследование почв республик, краев и областей Кавказа. — «Почвоведение», 1937, № 9;
- Почвы Ростовской области и их агрономическая характеристика. — В кн.: Научная конференция по изучению и развитию производительных сил Дона и Северного Кавказа (23—27 дек. 1940г.). Ростов н/Д., 1940.

## Відзнаки, вшанування
Нагороджений:
- Золотою медаллю імені П. П. Семенова-Тянь-Шанського;
- Золотою медаллю імені В. В. Докучаєва (1949, за наукові дослідження в області ґрунтознавства[2]);
- орденом «Знак пошани» (1944);
- медаллю «За доблесну працю у Великій Вітчизняній війні I94I-I945 рр.»;
- Почесною грамотою Президії Верховної Ради Киргизької РСР (1944)[1].

У Музеї землезнавства Московського державного університету (на 25 поверсі головної будівлі) встановлено погруддя С. О. Захарова. Бронза. Скульптор А. П. Вішкарьов.